# ГЕС Лушуйхе
ГЕС Лушуйхе (绿水河水电站) — гідроелектростанція на півдні Китаю у провінції Юньнань. Використовує ресурс із річки Лушуйхе, лівої притоки Хонгхи (біля Хайфона впадає у Тонкінську затоку Південно-Китайського моря). 
В межах проекту річку перекрили двома греблями. Верхня бетонна гравітаційна споруда висотою 13 метрів та довжиною 73 метра призначена для уповільнення течії Лушуйхе та створення гарних умов для видалення осаду. Нижня гребля висотою 23 метра та довжиною 60 метрів утворює невелике водосховище з об’ємом 265 тис м3 (під час повені до 324 тис м3) та корисним об’ємом 237 тис м3, що забезпечується коливанням рівня між позначками 473 та 477 метрів НРМ (під час повені останній показник може зростати до 478,3 метра НРМ). 
Зі сховища ресурс потрапляє до прокладеного під лівобережним гірським масивом дериваційного тунелю довжиною біля 3 км, який виводить до наземного машинного залу, розташованого на лівому березі Хонгхи за 2 км нижче від впадіння Лушуйхе. 
Основне обладнання станції становлять чотири турбіни типу Френсіс потужністю по 15 МВт, які працюють при напорі у 315 метрів. За 30 років експлуатації вони виробили 8,96 млрд кВт-год електроенергії.